# RDT info

Logo de la revue RDT info

RDT info (RTD info en anglais, FTE info en allemand) est un magazine trimestriel de recherche édité par la commission européenne  (ISSN 1023-9006) disponible sur l'Internet et en édition papier, édité en français au Luxembourg depuis 1994 par la Commission européenne et la Direction générale de la science, de la recherche et du développement. L'abonnement est gratuit. 
Il a été rebaptisé depuis 2007 par le magazine research*eu, édité en anglais, français, allemand et espagnol à raison de dix numéros par an.